# Melodia araba

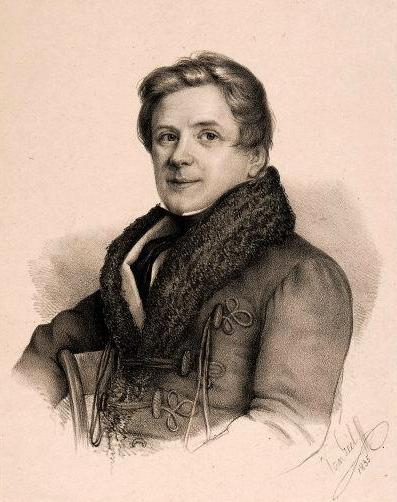
Franz Hünten

Il tema musicale della melodia araba, pubblicato con questo titolo all'interno di una Fantasia araba (1845) del compositore tedesco Franz Hünten, è un motivo popolare di origini antiche e difficilmente tracciabili. Sia esso davvero di derivazione araba o solo di sapore arabeggiante, ebbe notevole fortuna a partire dal 1893, quando si affermò negli Stati Uniti (dove divenne noto anche come Hootchy-Kootchy Dance), e nel XX secolo entrò definitivamente nell'immaginario collettivo come stereotipo della cultura mediorientale. Come tale, è ritenuto da alcuni la melodia esotica (o pseudoesotica) più popolare in Occidente.
La prima celebre semifrase del tema

## Storia
Il motivo era probabilmente diffuso in Europa da qualche secolo. Ne è un indizio la chiara somiglianza tra il tema e la canzone francese Colin prend sa hotte (1719), il cui inciso iniziale appare identico all'incipit della melodia araba. Colin prend sa hotte, a sua volta, parrebbe derivare dalla perduta Kradoudja, una canzone popolare algerina del XVII secolo ricordata almeno fino al 1857. La fantasia di Hünten è dichiaratamente ispirata a Kradoudja.
La melodia dev'essere stata un motivo ricorrente nella tradizione europea, che potrebbe averla creata autonomamente come anche averla mutuata dalla Spagna moresca o importata al tempo delle Crociate, forse modificandola. Secondo una diversa ipotesi si tratterebbe invece dell'evoluzione di una canzone pastorale diffusa nei Balcani nel XVIII secolo.

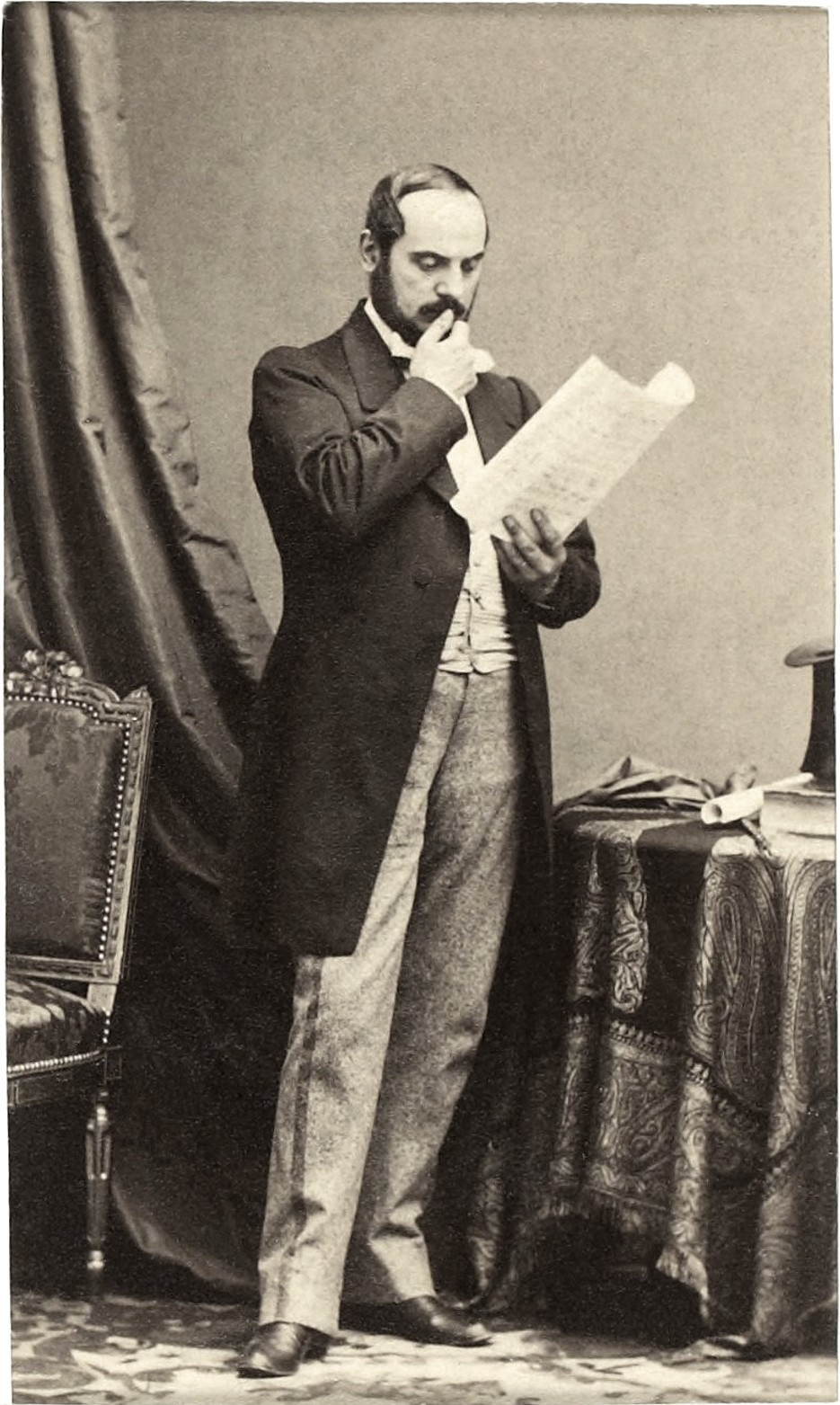
Jean-Baptiste Arban

Oltre alla versione di Hünten esiste una trasposizione di Jean-Baptiste Arban, inclusa tra i sessantotto duetti del suo celebre metodo per tromba (1864) e intitolata Canzone araba. Anche Philippe Musard ne trasse una Quadriglia araba (anni 1840), e tutto - non escluse le varie citazioni del brano con il titolo di Kradoudja (1846-1850) da parte di Théodore de Banville - lascia intendere che nella Francia del XIX secolo la melodia fosse già uno stereotipo del Medio Oriente.
La versione moderna della melodia nacque su impulso dell'impresario Sol Bloom, che fu anche membro del Congresso degli Stati Uniti. Nel contesto della Fiera Colombiana di Chicago (1893), Bloom volle usare il motivo per accompagnare un numero di danza del ventre. Lo suggerì quindi al pianista che stava per improvvisare un accompagnamento. Ne nacque il brano The Persian Dancers, parte di una fantasia pubblicata per l'occasione a nome di Gustav Lüders. In questa forma il tema fu dotato di un ritmo stereotipato che alle orecchie degli occidentali suonava tipico dell'Oriente in generale.
Nel 1895 James Thornton adattò nuovamente la melodia e vi aggiunse un testo, pubblicandola con il titolo The Streets of Cairo, mutuato da un altro brano della fantasia, e acquistandone anche i diritti d'autore.
Tra le circostanze storiche che legano il motivo all'Algeria e alla Francia si può ricordare lo sviluppo sulla sua base di una canzone a sfondo sessuale da parte dei soldati francesi sul suolo africano intorno agli anni 1910, sotto il titolo di Travadja la moukère. Il testo in francese creolizzato d'arabo era il seguente.
| (FR) Travadja la moukère Travadja bono Trempe ton cul dans la soupière Tu verras si c'est chaud Et si c'est chaud c'est que ça brule Si ça brule c'est que c'est chaud Viens viens sous ma guitoune Viens viens dans ma casbah Tralala les jambes en l'air Tralala les jambes en bas | (IT) Lavora donna Lavora bene Affonda il culo nella zuppiera Vedrai com'è caldo E se è caldo è perché brucia Se brucia è perché è caldo Vieni vieni sotto la mia tenda Vieni vieni nella mia qasba Trallallà gambe in su Trallallà gambe in giù |

## Diffusione nella cultura di massa
La versione di Thornton, entrata nell'immaginario collettivo, è stata citata in vari altri brani ed è penetrata nel cinema – specie d'animazione – dov'è impiegata a volte a commento di scene d'atmosfera orientale (si pensi all'incantamento di serpenti). Tra gli impieghi parodistici della melodia si segnalano filastrocche in inglese del tipo di Oh they don't wear pants in the Southern part of France, o il coro da stadio italiano Te ne vai o no? Te ne vai sì o no?, rivolto ad avversari sportivi e politici, com'è avvenuto ad esempio nella vicenda delle dimissioni del Governo Berlusconi IV.